# .45 HP
La .45 HP è un tipo di munizione calibro 11,43 mm per pistola ideata soprattutto per il mercato civile italiano. Rispose all'esigenza di affiancarsi in Italia a quei proiettili da pistola creati in sostituzione di alcuni calibri considerati (al tempo) da guerra e pertanto vietati ai civili. In questo caso consentiva di utilizzare pistole nate in calibro .45 ACP ma che per il mercato italiano venivano fornite con canna camerata per il .45 HP, così come il 9 × 21 mm IMI consentiva l'utilizzo di pistole nate in 9 mm Parabellum.
Il calibro .45 HP (11,43 mm di diametro e 21 mm di lunghezza) differisce dal .45 ACP (11,43 mm di diametro e 22,8 mm di lunghezza) per la lunghezza del bossolo che nel secondo caso è più lungo di un solo millimetro. Il .45 HP è una cartuccia che spara un proiettile di dimensioni notevoli e di buona efficacia terminale, subsonico con velocità di 260/280 m/s alla volata, la cui energia media di circa 500 Joule, pari a circa 51 kgm, viene ben trasmessa all'impatto dalla pesante palla (la palla standard da 230 grani ha massa doppia rispetto a quella standard per la cartuccia da 9 mm Parabellum).
Oggi è utilizzato molto raramente in quanto sostituito dalla munizione standard statunitense .45 ACP, la quale è stata ammessa per uso civile anche in Italia dal 1996. L'uso di una cartuccia 45 ACP in una pistola camerata per il 45 HP è impossibile in quanto il carrello non va in chiusura perché la munizione (che fa head space sul bordo del bossolo) è più lunga di 1 millimetro. L'uso di una cartuccia 45 HP in un'arma camerata per il 45 ACP è possibile perché l'arma va in chiusura ma alla lunga si può rompere l'unghia dell'estrattore e si ha una notevole perdita di precisione.